# Sholes (Nebraska)
Sholes est un village du comté de Wayne, dans l'État du Nebraska, aux États-Unis. En 2020, il comptait une population de 15 habitants.